# Gnophosema aestiva
Gnophosema aestiva là một loài bướm đêm trong họ Geometridae.